# 本格拉鐵路
本格拉鐵路（葡萄牙語：Caminho de Ferro de Benguela）是由本格拉鐵路公司（經營的、連接位於安哥拉大西洋岸的洛比托和贊比亞及剛果民主共和國加丹加的鐵路。本线还可以通过坦贊鐵路到达坦桑尼亞達累斯薩拉姆，又可以間接連接南非。

## 沿革
1899年，葡萄牙政府開始興建深入內陸、最終到達比屬剛果的豐富礦藏。1902年，工程由白人殖民者赛西尔·罗兹的朋友羅伯特·威廉士爵士（Sir Robert Williams）接手並在1929年完成了到達剛果邊境的路段。鐵路十分成功並帶來了豐厚的利潤。原設計時速30公里。
安哥拉獨立後，由於內戰的關係，鐵路停駛，基礎設施受破壞。2005年安贊兩國開始討論恢復兩地鐵路運輸的工作。2007年7月开工，上海铁路城市轨道设计院勘测设计，由中铁建20局等承建，全长1344公里，轨距1067毫米，设67座车站。2011年8月29日，洛比托至万博开通客运。2012年3月31日，向东延伸202公里开通客运至奎托。2012年5月25日，通车至卢埃纳。2013年8月通车至刚果边界。经7年施工于2014年8月12日全线竣工。2015年2月14日正式通车。重建工程改善了100多處的彎度，把設計時速提升至90公里。2017年7月，全线成功移交当地的运营机构。

## 运营
铁路在建成后，累计发送旅客近420万人次，货运量超过29万吨。
2019年7月，“非洲之傲”号豪华旅游列车从达累斯萨拉姆出发，在行驶了4300公里后，于30日10:20（当地时间）抵达洛比托；此次列车的通行标志着本线和坦贊鐵路的贯通，沿途4国铁路的互联互通和大西洋——印度洋通道的形成。

## 参看
- 坦贊鐵路